# نيال موباي
نيال موباي (بالفرنسية: Neal Maupay)‏ (14 أغسطس 1996 فرساي فرنسا - ) هو لاعب كرة قدم فرنسي، يلعب كمهاجم.

## وصلات خارجية
نيال موباي على موقع الاتحاد الأوربي (الإنجليزية)
- نيال موباي على موقع رابطة كرة القدم الفرنسية للمحترفين (الإنجليزية)
- نيال موباي على موقع إي إس بي إن إف سي (الإنجليزية)
- نيال موباي على موقع قاعدة بيانات كرة القدم.إي يو (الإنجليزية)
- نيال موباي على موقع ليكيب (الفرنسية)
- نيال موباي على موقع Soccerbase.com (لاعب) (الإنجليزية)
- نيال موباي على موقع Soccerway.com (الإنجليزية)
- نيال موباي على موقع عالم كرة القدم.نت (الإنجليزية)
- نيال موباي على موقع كووورة
- نيال موباي على موقع AS.com (الإسبانية)